# Universitetssjukhuset Örebro
Universitetssjukhuset Örebro (USÖ) är ett av Sveriges sju universitetssjukhus och utgör en del av Region Örebros läns verksamhet. Sjukhuset har adress Södra Grev Rosengatan och ligger på Alnängarna i östra delen av Örebro. Sjukhuset har cirka 3 600 anställda fördelade på 32 kliniker och andra enheter (2009). Det har 462 vårdplatser (2015-02-06). 213 000 läkarbesök gjordes under 2007. Till detta skall läggas psykiatriverksamhet som också har lokaler inom sjukhuset. Sjukhuset har uppdrag på tre nivåer. Dels bedrivs högspecialiserad vård för patienter inom hela regionen. Dels bedrivs länssjukvård, som är specialiserad vård på länsnivå. Dels bedrivs länsdelssjukvård, som är allmän sjukhusvård för patienter inom sjukhusets eget närupptagningsområde.
Sedan vårterminen 2011 bedriver Örebro universitet läkarutbildning i samverkan med USÖ. 
Fram till år 2021 byggs ett nytt hus för högspecialiserad vård (H-huset), ett nytt parkeringshus, en ny godsmottagning samt utbyggnad av Campus USÖ. 

## Historia

### Örebro hospital
Huvudartikel: Örebro hospital

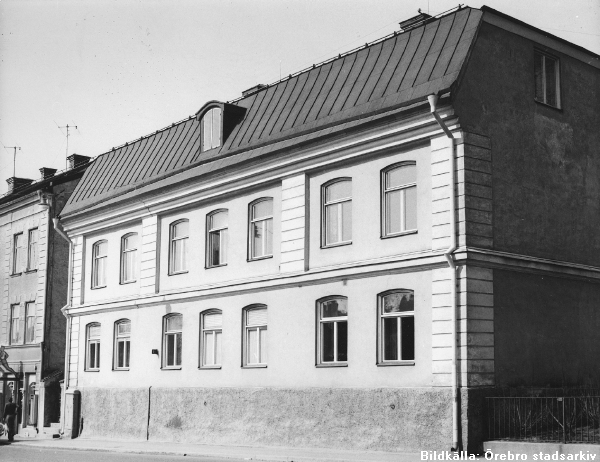
Örebro hospital och lasarett vid Storgatan 31.

Årtalet för grundandet av ett sjukhus i Örebro kan sättas till 1778 eller 1781, även om förhistorien sträcker sig ännu längre tillbaka. Redan på medeltiden vårdades sjuka av munkar vid Örebro kloster, som var beläget där det nya polishuset idag ligger (mellan nuvarande Järnvägs-, Kloster- och Ö. Nobelgatorna). Klostret lades ned i och med reformationen, och då fanns det inte något naturligt skyddsnät för de fattiga, gamla och sjuka. Gustav Vasa tros ha ömmat för denna grupp, och skänkte därför några av klostrets hemman till underhåll för ett hospital i staden. Denna donation kom att bli grunden för Örebro hospital. Vid 1600-talets slut fanns en hospitalsgård i form av en samling hus i stadens norra utkant.
Serafimerlasarettet i Stockholm invigdes år 1752, och detta gjorde att man insåg behovet av liknande inrättningar ute i landet. Efter ett beslut av rikets ständer 1765 medgavs att lasarett fick inrättas även på andra håll i landet. Serafimerordensgillet kom att bli huvudman för dessa. Redan år 1778 startade lasarettsverksamheten i Örebro i liten skala i det gamla Örebro hospital. Stadsfältskären, Johan Blom, fungerade som lasarettsläkare. Lasarettet hade tre sängar i en äldre byggnad från 1738. År 1781 gavs formellt tillstånd att bedriva lasarettet, och året därpå, 1782, invigdes det nya stenhuset vid Storgatan. Detta inrymde både lasarett och hospital fram till år 1829, då hospitalet (sinnessjukvården) flyttade till Vadstena hospital. Huset vid Storgatan står ännu kvar och bakom detta uppfördes år 1865 ytterligare en byggnad som kom att fungera som lasarett fram till 1892. Det gamla huset blev då kurhus, det vill säga man behandlade könssjukdomar där.

### Örebro läns lasarett/Centrallasarettet i Örebro

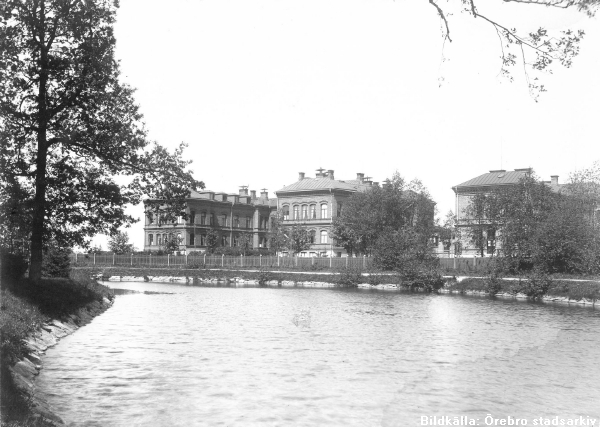
Centrallasarettet i Örebro år 1903.

Mot slutet av 1800-talet hade situationen vid det gamla hospitalet blivit omodernt och för litet. Man beslöt att bygga ett helt nytt sjukhus på Alnängarna, och detta stod färdigt att tas i bruk år 1892. Arkitekt var Axel Kumlien. Sjukhuset kallades Örebro läns lasarett. Den 16 augusti överfördes 76 patienter och 4 sköterskor till det nya sjukhuset. Patienterna transporterades med ett specialchartrat tåg. Sjukhuset hade plats för 126 patienter, vilket redan från början var för knappt tilltaget. År 1896 beslöts om en tillbyggnad med 48 vårdplatser. Från början var sjukhuset ett s.k. odelat lasarett, vilket innebar att någon specialitetsindelning mellan kirurgisk och medicinsk verksamhet inte fanns. Den kirurgiska verksamheten dominerade över den medicinska. Även viss psykiatrisk verksamhet förekom i form av ett "dårhus" med åtta celler. För övrigt hade sjukhuset två huvudavdelningar, en för manliga och en för kvinnliga patienter. Viss uppdelning mellan kirurgisk och medicinsk verksamhet tycks ha funnits, även om sjukhuset formellt var odelat. Sjukhusets förste lasarettsläkare efter flytten till de nya byggnaderna var kirurgen, medicine doktor Sven Almström, som tillträdde sin befattning redan under lasarettets tid på Storgatan. I samband med sjukhusets flytt till Alnängarna fick Almström en "biträdande läkare" (idag: underläkare) till hjälp.
År 1912 utökades vårdplatsantalet till 205, och samtidigt delades verksamheten i en kirurgisk och en medicinsk avdelning. Samma år tillkom en lasarettsläkare med medicinsk inriktning. Förste innehavare av den befattningen var Olof Mossberg.
År 1941 när Karlskoga lasarett byggs ändrar lasarettet namn från Örebro läns lasarett till Centrallasarettet i Örebro.
Omkring år 1910 inköptes en röntgenutrustning, och år 1922 inrättades en tjänst för en röntgenläkare. År 1931 gjordes en större om- och tillbyggnad. Då tillkom ny operationsavdelning, ögonklinik, öron-, näs- och halsklinik och BB-avdelning. Vårdplatsantalet var nu uppe i 400. Ett särskilt barnsjukhus invigdes 1956 (idag rivet). År 1961 hade sjukhuset 515 vårdplatser, men visionen var att bygga ut platsantalet till 1200.

### Regionsjukhus
År 1964 byggdes sjukhuset ut med fler kliniker och fler vårdplatser, och antog namnet Regionsjukhuset i Örebro. Samma år invigdes det nuvarande A-huset. I och med detta tillkom 350 nya vårdplatser tillägnade ögonklinik, öron-, näs- och halsklinik, hudklinik, plastikkirurgisk klinik och infektionsklinik. Den sistnämnda inflyttade till sjukhuset från Epidemisjukhuset vid Skolgatan. År 1964 införlivades långvårdsverksamheterna belägna vid Västra sjukhemmet och Norra sjukhemmet i sjukhusets verksamhet. År 1966 inkorporerades lungmedicinsk verksamhet (tidigare i Garphyttan, Garphytte sanatorium), och året därpå (1967) även Mellringe sjukhus, som blev en del av sjukhusets psykiatriska verksamhet.
Nästa stora tillbyggnad invigdes år 1969. Det var det s.k. neuro-psyk-blocket (NP-blocket), idag kallat B-huset. Det härbärgerade medicinkliniken, psykiatrisk klinik, samt de år 1966 instiftade neurolog- och reumatologklinikerna.
Av senare års nybyggnationer kan nämnas Akutblocket från 1975, F-huset (försörjningshus med laboratorier, apotek, kök och personalmatsal) från 1984, M-huset (medicinhus med medicinskt inriktade kliniker, kemiskt laboratorium och blodcentral) från 1992, samt O-huset med röntgenklinik och operationsavdelningar, från 2000.
Under 2020 invigdes ett nytt parkeringshus i anslutning till sjukhusets huvudentré. Under våren 2021 invigdes H-huset som inrymmer akutmottagning och ett stort antal mottagningar som funnits i A-huset. H-huset ligger i anslutning till parkeringshuset.

### Universitetssjukhus
Samma år som O-huset byggdes, 2000, antog sjukhuset namnet Universitetssjukhuset Örebro med inriktning mot att bli ett sjukhus med en egen läkarutbildning. Enligt Högskoleverkets beslut den 31 mars 2010 får Örebro universitet examensrätt för läkarexamen. Utbildningen startade vårterminen 2011, och bedrivs i nära samarbete med USÖ. Klinisk undervisning av läkarstudenter har tidigare ägt rum enligt samarbetsavtal med Linköpings universitet.

## Organisation och ledning
Sjukhuset leds av en hälso- och sjukvårdsdirektör, som biträds av sju områdeschefer. Sjukhusdirektören har till sitt förfogande en ledningsstab där funktioner för ekonomi, personal, kommunikation, strategisk samordning och vårdutveckling finns. Totalt 32 kliniker och andra enheter ingår i organisationen.

## Kliniker

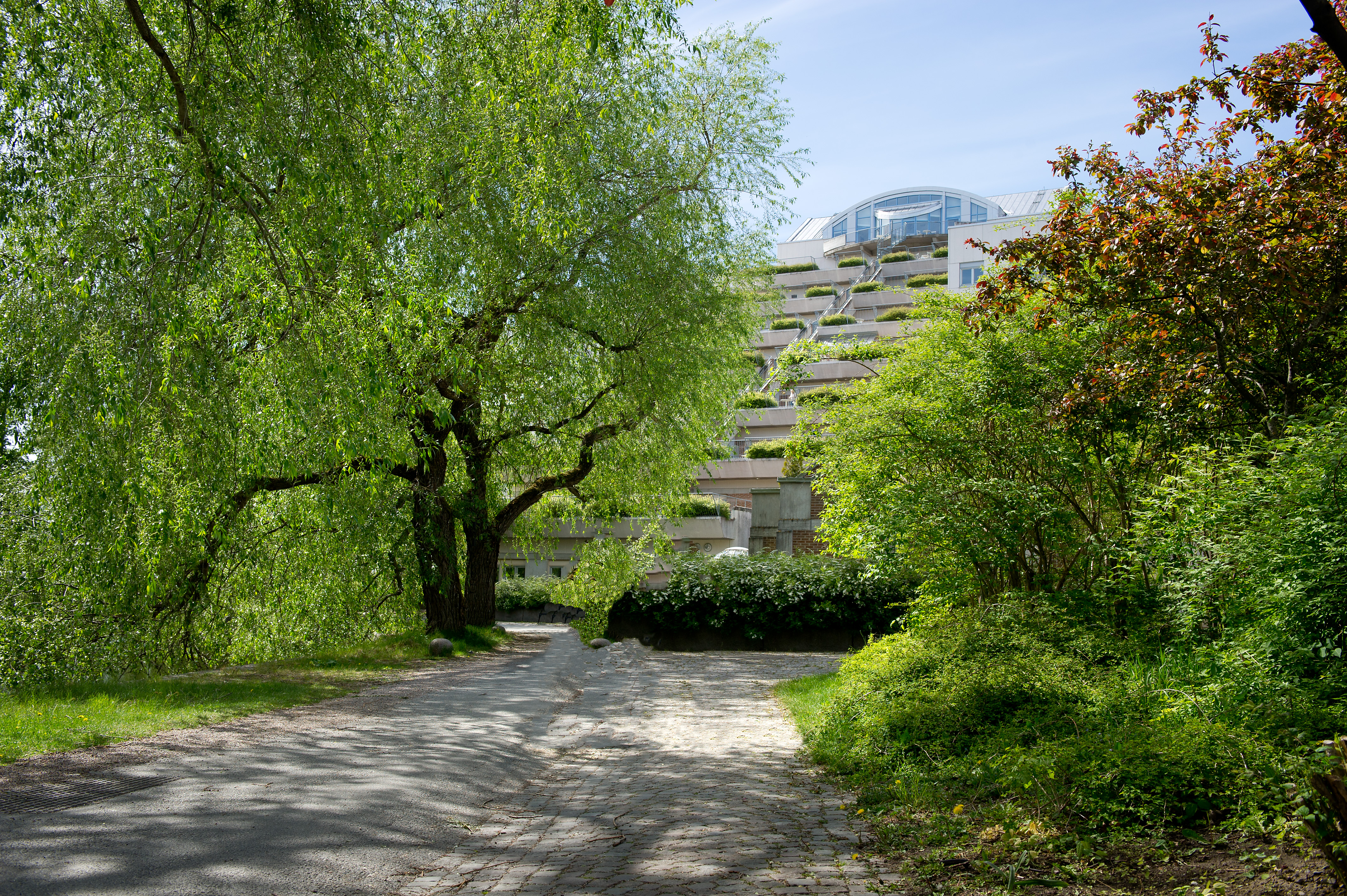
Baksidan av M-huset.

### Akutkliniken
Akutkliniken ansvarar för akutmottagning och ambulanssjukvård. 60 000 patienter tas emot årligen vid akutmottagningen. Kliniken bildades formellt 1989, men en akutmottagning har funnits på USÖ sedan 1940-talet. Ambulansverksamheten togs över från brandförsvaret 1976. Kliniken ligger i L-husets bottenvåning.

### Anestesi- och intensivvårdskliniken
Anestesi- och intensivvårdskliniken ansvarar för anestesi för hela sjukhuset. I kliniken ingår dessutom två postoperativa avdelningar, en intensivvårdsavdelning och en smärtsektion. Kliniken har anor från 1942 då en särskild narkosunderläkare inrättades. År 1956 tillträdde Bertil Löfström som den förste innehavaren av en ordinarie lasarettsläkartjänst inom området anestesiologi. En viktig innehavare av chefstjänsten under åren 1960-1983 var docent Bertil Widman, sedermera medicinalråd på Socialstyrelsen. Intensivvårdsavdelningen är belägen i L-huset.

### Arbets- och miljömedicinska kliniken
Arbets- och miljömedicinska kliniken arbetar både med att förebygga och att diagnostisera arbetsrelaterad ohälsa. Kliniken är ett samarbete mellan Region Örebro län, Region Västmanland och landstingen i Sörmland och Värmland. De flesta patienter har först varit i kontakt med primärvården eller företagshälsovården innan de kommer till Arbets- och miljömedicin för utredning. Kliniken startade 1966 under namnet Yrkesmedicinska kliniken. Den förste överläkaren och klinikchefen under åren 1966-1990 var Lennart Sundell. Redan innan kliniken bildades hade det funnits en överläkare på Medicinkliniken med inriktning mot yrkesmedicin. Kliniken finns idag i F-huset.  

### Barn- och ungdomskliniken
Barn- och ungdomskliniken behandlar sjukdomar hos barn och ungdomar upp till 18 år. Redan på 1890-talet fanns intresse för att skapa ett barnsjukhus i Örebro genom tillkomsten av en "Barnsjukhusförening". Först år 1943 tillskapades Barnkliniken, och samma år anställdes medicine doktor Olof Brandberg som "extra läkare". Brandberg blev senare ordinarie lasarettsläkare. Under åren 1943-1955 levde kliniken i provisoriska lokaler i den s.k. röntgenflygeln. Det nya barnsjukhuset med tre vårdavdelningar och 67 vårdplaster invigdes den 3 maj 1956. Denna sjukhusdel har idag fått lämna plats åt det nya O-huset. Barnkliniken är idag inrymd i B-huset. Den har två vårdavdelningar och mottagning. Till kliniken hör även Dysmeli- och armprotesenheten.

### Geriatriska kliniken
Geriatriska kliniken har tre sektioner. Inom rehabiliteringssektionen erbjuds rehabilitering bl.a. av ortopediska sjukdomar. Demenssektionen arbetar med diagnostik och behandling av demenssjukdomar. Den palliativa sektionen arbetar med vård i livets slutskede. Olika former av långtidsvård har funnits i Örebro genom seklerna. Den nuvarande klinikens grundläggande har satts till år 1952, då Västra sjukhemmet, sedermera Långvårdsklinik II, invigdes i den västra stadsdelen. Den förste klinikchefen under åren 1952-1979 var Gunnar Kullendorff. Kliniken införlivades år 1964 i dåvarande Regionsjukhusets organisation, liksom Norra sjukhemmet, därefter benämnt Långvårdsklinik I. (Långvårdsklinik I kom även efter 1964 att bli ett renodlat sjukhem.)
År 1994 påbörjades klinikens inflyttning till sjukhusets centraldel, och denna inflyttning avslutades år 2005 med hospicet Vitsippan. Kliniken är belägen i M-huset, och har en vårdavdelning inriktad mot demensvård, en vårdavdelning för vård i livets slutskede (Vitsippan) och rehabiliteringsplatser. Dessutom finns lasarettsansluten hemsjukvård, geriatriska rehabiliteringsteamet (dag- och hemrehabilitering) och mottagning.

### Handkirurgiska kliniken
Handkirurgiska kliniken sysslar med kirurgiska åtgärder inom hand, handled och underarm. Kliniken inrättades år 1983, men redan 1973 inrättades en överläkartjänst med inriktning på handkirurgi inom ramen för Plastikkirurgiska kliniken. Dess förste innehavare var Hållbus Sven Mattsson. Verksamheten består av mottagning, operation och tillgång till vårdplatser på vårdavdelning 37.

### Hudkliniken
Hudklinikens område är behandling av hudsjukdomar och -tumörer, samt även sexuellt överförda sjukdomar (STD). Kliniken inrättades redan 1947 som den första icke universitetsbaserade hudkliniken. Förste klinikchefen var Stig Herlitz, som sedan 1944 funnits i Örebro som konsult vid sjukhuset, och som privatpraktiserande läkare. Kliniken omfattar idag hudmottagning och STD-mottagning, samt har tillgång till vårdplatser på Vårdenhet hud, plastik och öron.

### Infektionskliniken
Infektionsklinikens uppgift är att behandla patienter med infektioner. Vaccinationer ingår till viss del inom klinikens ansvarsområde. Kliniken har traditioner från åtminstone 1903, då Epidemisjukhuset vid Skolgatan stod klart. År 1963 inordnades denna verksamhet i dåvarande Regionsjukhuset. Året därpå flyttade verksamheten in till sjukhusets centraldel. Klinikchef under åren 1951-1980 var Jan Barr. Infektionskliniken består idag av vårdavdelning 40 A och B, samt en mottagning. Kliniken ligger i A-huset. Dessutom finns en Vaccinationsmottagning i samarbete med Läkargruppen på Hamnplan.

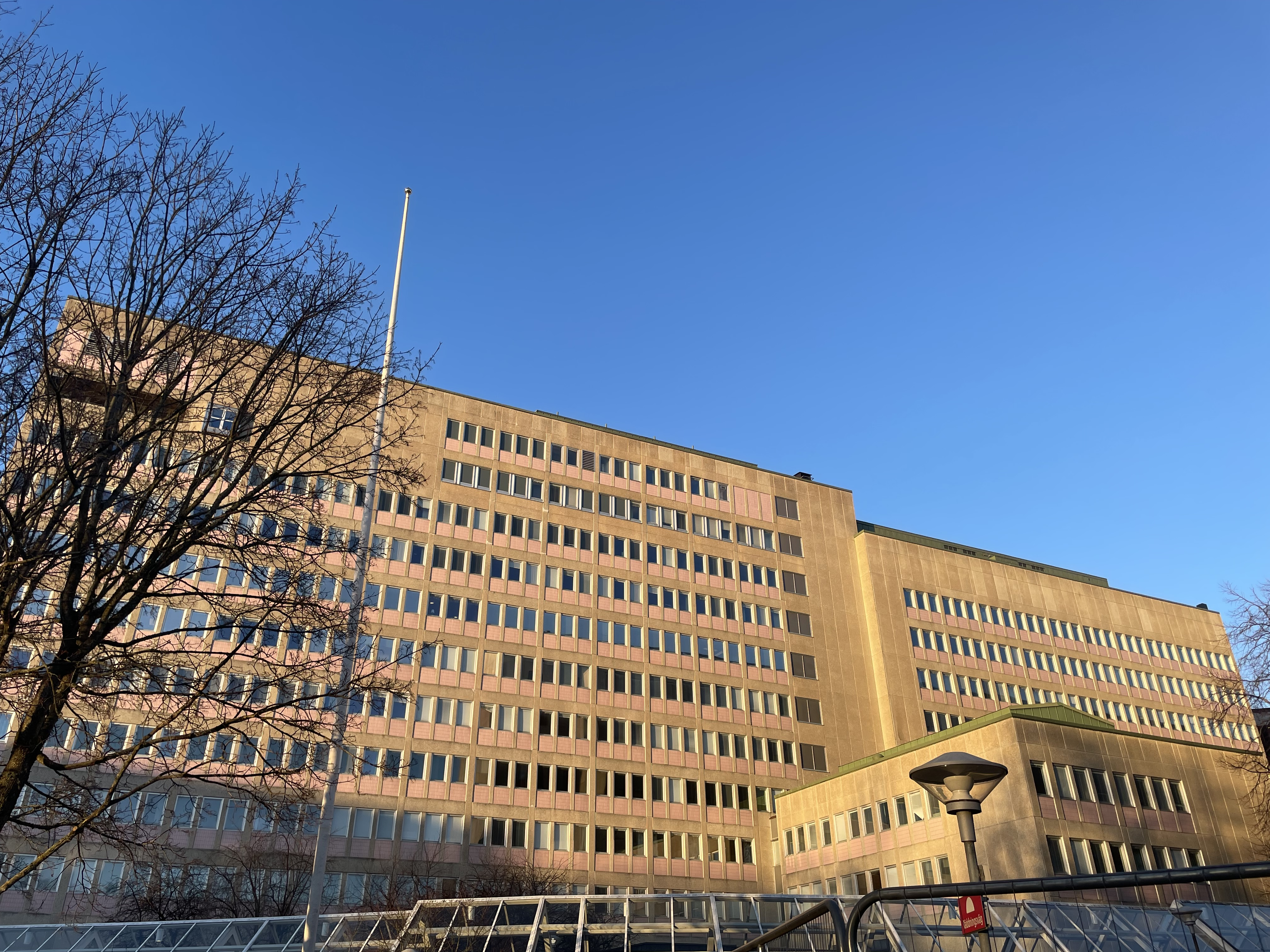
A-huset.

### Hjärt-lung-fysiologiska kliniken
Hjärtsektionens ansvarsområde är hjärtsjukdomar, bland annat kranskärlssjukdom, hjärtsvikt och rytmrubbningar. Kliniken bildades så sent som 2002 genom en avdelning från Medicinkliniken. En hjärtinfarktavdelning tillkom dock redan 1969 under ledning av docent Elis Malers. Kardiologiska kliniken omfattar idag avdelning 63 och en mottagning, båda belägna i L-huset.
Vid lungsektionen utreds och behandlas patienter med sjukdomar i lungor och luftvägar, såsom astma, allergi, KOL och tumörer. Kliniken har sina anor till den gamla sanatorieverksamheten, framför allt vid Garphytte sanatorium. Detta avvecklades 1966, samtidigt som Lungkliniken bildades. Förste chef var Olle Nilsson, tidigare överläkare i Garphyttan. De första lokalerna i Örebro var belägna i det som tidigare varit Adolfsbergs sanatorium. Kliniken flyttade i till dåvarande Regionsjukhusets centraldel år 1985. Kliniken består idag av avdelning 12 och en mottagning. Till kliniken hör Sömnsektionen och den Tobakspreventiva enheten. Lokalerna finns i L-huset.
Fysiologsektionen utför funktionsundersökningar hos olika organ, till exempel hjärta, blodkärl och lungor. Kliniken tillkom 1964, och dess förste chef var docent Bror Söderholm. Kliniken är belägen i L-huset.

### Kirurgiska kliniken
Kirurgiska kliniken vårdar bland annat patienter med kirurgiskt åtgärdbara sjukdomar i, buk och bröst. Den kirurgiska verksamheten i Örebro startade redan under lasarettets tid på Storgatan . Den förste lasarettsläkaren och kirurgen vid det nya sjukhuset, medicine doktor Sven Almström, hade till sitt förfogande både bättre lokaler och anestesimetoder. Den kirurgiska verksamheten upparbetades i synnerhet under 1930- och 40-talen, då professor Gösta Bohmansson var kirurgchef, och senare även styresman för sjukhuset. Bland senare klinikchefer märks Lars Thorén, senare professor i Uppsala och ordförande för Svenska Läkaresällskapet, professor Sten Wallensten och docent Olle Westerborn. Lars Norgren var klinikchef 2000 till 2008, tillika den förste professorn i kirurgi vid Örebro universitet.Idag är klinikens verksamhet indelad i fyra sektioner: Kolorektalsektionen, Bröst- / endokrinsektionen, Övre gastrosektionen, samt Akut- och traumasektionen I klinikens verksamhet ingår även Kirurgoperation och mottagningar. Vårdavdelning och mottagning ligger i B-huset.

### Kvinnokliniken
Kvinnokliniken består av en gynekologisk del och en förlossningsdel med specialistmödravård, förlossning och BB. Till kliniken hör också Fertilitetsenheten. En BB-avdelning med 29 vårdplatser inrättades vid dåvarande Länslasarettet år 1931. Förste överläkaren var Erik Bergner. 1939 ändrades namnet till Barnbörds- och gynekologiska avdelningen, och år 1945 inrättas verksamheten till en egen klinik under namnet Kvinnokliniken. Senare klinikchefer som betytt mycket för klinikens utveckling var Henry Jedberg, som tillträdde 1950, och docent Viking Falk, senare medicinalråd. Idag består kliniken av mottagning, förlossningsavdelning, fertilitetsenhet, specialistmödravård, operation och två vårdavdelningar. Kliniken är till största delen belägen i B-huset.

### Laboratoriemedicinska kliniken
Laboratoriemedicinska kliniken är en länsklinik som omfattar fyra ämnesenheter: klinisk kemi; klinisk mikrobiologi; klinisk patologi och genetik; klinisk immunologi och transfusionsmedicin. Verksamheten finns idag samlad i M-huset. Härutöver finns enheterna: akutlaboratorium Karlskoga; akutlaboratorium Lindesberg; närvård och preanalys; samt sterilteknik.
Kliniken omfattar ca 300 anställda personer och bedriver verksamhet dygnet runt alla dagar. Förutom analysverksamhet sker provtagning och framställning av blodkomponenter för transfusion och vävnader för transplantation.
Det Kliniskt kemiska laboratoriet startade som egen klinik år 1937 som det första självständiga kliniskt kemiska laboratoriet i Sverige. Dess förste chef var professor Olof Wilander, senare även styresman vid sjukhuset. 
Blodcentralen blev en egen klinik på 1970-talet. Förste klinikchef var docent Olle Berséus. Förutom framställning av blodkomponenter utgör aferesbehandling och vävnadsinrättningen för hornhinnor viktiga delar av verksamheten som ingår i klinisk immunologi och transfusionsmedicin. 
Kliniskt mikrobiologiska avdelningen inrättades 1962, men först 1965 tillträdde docent Jan Kjellander som dess förste chef. Något år senare tillträdde professor Dan Danielsson som kom att förestå den serologiska / immunologiska verksamheten. 
Patologavdelningen startade år 1964 under ledning av docent Lars-Bertil Schnürer. Verksamheten omfattar diagnostik av cell- och vävnadsprover samt obduktion och bårhus.

### Medicinska kliniken
Medicinska klinikens ansvar omfattar patienter med blodsjukdomar, mag-tarmsjukdomar, njursjukdomar och endokrina sjukdomar, till exempel diabetes och sköldkörtelsjukdomar. Medicinkliniken bildades år 1912 i och med att sjukhuset övergick från att vara ett odelat till ett delat lasarett. Den förste lasarettsläkaren inom området medicin var Olof Mossberg. Han efterträddes 1935 av Haqvin Malmros, senare professor i praktisk medicin vid Lunds universitet. Andra viktiga chefer var medicine doktor Gustaf Myhrman, författare och redaktör för Läkartidningen, docent Sven-Erik Fagerberg, diabetolog och docent Bengt Wadman, hematolog och sedermera medicinalråd. Bland läkare som inte varit klinikchefer ska nämnas Gunnar Järnerot, en av se stora inom gastroenterologin i Sverige. Kliniken är idag sektionerad enligt följande: Sektionen för endokrinologi / diabetes och akutmedicin, Sektionen för gastroenterologi, Sektionen för hematologi samt Sektionen för nefrologi. I kliniken ingår två vårdavdelningar (83 och 93), större delen av Akutvårdsavdelningen (AVA), del av avdelning 39, dialysavdelning samt fyra mottagningar knutna var och en av sektionerna. Kliniken finns i M-, B- och L-husen.

### Neuro- och rehabmedicinska kliniken
På Neurokliniken handläggs patienter med sjukdomar i nervsystemet, bland annat stroke, epilepsi, neuromuskulära sjukdomar, Parkinsons sjukdom, multipel skleros och hjärntumörer. Kliniken bildades 1966, och låg de första åren i Epidemisjukhuset vid Skolgatan. Förste klinikchefen var docent Ole Berg. År 1969 flyttade man in i det nyuppförda NP-blocket (idag B-huset). Den Neurofysiologiska avdelningen startade 1968 med Rolf Sörbye som förste chef. Verksamheten där består av diagnostik av epileptiska och neuromuskulära sjukdomar. Kliniken består även av Sömnenheten samt Muskelcentrum Örebro (MCÖ). Kliniken ligger i M-huset.
Rehabiliteringsmedicinska kliniken handhar rehabilitering av patienter under 65 år som drabbats av till exempel neurologiska eller ortopediska skador eller sjukdomar. Kliniken grundades 1966 under namnet Somatiska rehabiliteringskliniken. Dess förste chef var medicine doktor Carl-Erik Fällström. Verksamhetsmässigt är kliniken indelad i Neurorehabsektionen, Smärtsektionen och Öppenvårdssektionen. Kliniken består av en dagvårdsavdelning, ett öppenvårdsteam, arbetsterapi- och sjukgymnastikavdelningar, samt slutenvårdsplatser. Kliniken finns i M-huset.

### Onkologiska kliniken
Onkologiska klinikens uppgift är utredning och behandling av patienter med cancersjukdomar. Kliniken startade 1956 som Radioterapikliniken. Överläkare Olle Hallberg blev dess förste chef. Under 1970-talet bytte kliniken namn till Onkologiska kliniken. År 1974 bildade den gynekologiska verksamheten en egen klinik med docent Bo Frankendal som förste chef, men 2011 sammanslogs åter de båda klinikerna till en klinik. Onkologiska kliniken består idag av vårdavdelning 85, en mottagning, en cytostatikamottagning samt strålbehandlingsavdelningen.

### Ortopedkirurgiska kliniken
Vid ortopedkirurgiska kliniken behandlas skador och sjukdomar i skelett och leder. Kliniken bildades 1947 då docent Helge Sjövall anställdes som e.o. lasarettsläkare för handhavande av ortopediska sjukdomar. Till en början disponerade kliniken 9 vårdplatser på en kirurgavdelning. Idag består kliniken av två vårdavdelningar (37A och 37B), allmän mottagning, frakturmottagning och ortopedoperation. Kliniken finns i B-huset, O-huset och C-huset.

### Plastik- och käkkirurgiska kliniken
Plastikkirurgiska kliniken kan rekonstruera defekter och deformiteter i kroppens mjukdelar, skelett och underliggande stödjevävnader. Kliniken startade sin verksamhet 1964 under ledning av klinikchefen docent Thorsten Stenberg. En handkirurgisk överläkartjänst tillkom år 1973, men den handkirurgiska verksamheten blev 1983 en egen klinik. Idag består kliniken av en mottagning, en operationsavdelning, samt har del av vårdplatserna på Vårdenhet hud, plastik och öron.
Käkkirurgiska kliniken utför bland annat kirurgisk behandling av tänder och tandrelaterade sjukdomar. Till kliniken hör sektionen för oralmedicin - sjukhustandvård, som bedriver tandvård för inneliggande patienter. En lasarettstandläkare fanns knuten till sjukhuset från år 1919. Som egen klinik startade sin verksamheten år 1964 under namnet Centraltandpolikliniken (CTP). Förste chef var övertandläkare Günther Feldmann. Sitt nuvarande namn fick kliniken år 1996, då den övergick från Folktandvårdens organisation till dåvarande Regionsjukhuset. Kliniken ligger i A-huset.

### Reumatologiska kliniken
Reumatologiska kliniken utreder och behandlar reumatiska sjukdomar och andra inflammatoriska systemsjukdomar. Kliniken bildades 1966. Dess förste chef var docent Per-Olof Gedda. Kliniken består en mottagning, en Reumarehabiliteringsenhet (RRe), samt slutenvårdsplatser. Kliniken ligger i M-huset.

### Röntgenkliniken
Röntgenkliniken utför röntgenundersökningar, magnetkameraundersökningar och ultraljudsundersökningar. USÖ var det första sjukhuset i världen att använda digital röntgenutrustning, vilken knöts an till ett gemensamt databassystem för flera sjukhus. Redan omkring 1910 införskaffades röntgenutrustning till sjukhuset av lasarettsläkare Mossberg. En egen röntgenavdelning tillkom 1923 under ledning av Theodor Larsén. Röntgenavdelningen är idag belägen i O-huset. Den har följande indelning: Akutröntgensektion, Gastroröntgensektion, Neuroröntgensektion, Nuklearmedicinsk sektion, Skelettröntgensektion, Thoraxröntgensektion och Mammografimottagning.

### Kärl-thoraxkliniken
Kärl-thoraxkliniken opererar och vårdar patienter med sjukdomar i hjärta, lungor och bröstkorg. Kirurgisk verksamhet med avseende på thorax- och kärlkirurgi påbörjades 1955 av docent Bengt Göthman inom ramen för kirurgkliniken. 1964 bildade verksamheten en egen klinik. När bypass-operationer vid kranskärlssjukdom blev vanligt, var det uppenbart att öppen hjärtkirurgi behövdes även i Örebro. År 1987 påbörjades operationer med understöd av hjärt- lungmaskin av docent Vollmer Bomfim, då nytillträdd klinikchef. Idag består kliniken av vårdavdelning 53, Kärl-thoraxintensivvårdsavdelning (TIVA), mottagning och thoraxoperation. Kliniken är belägen i L-huset, och operationsdelen ligger i O-huset.

### Urologiska kliniken
Urologiska kliniken utreder och behandlar sjukdomar i urinvägar och manliga genitalia, bl.a. prostatacancer, blåscancer, urinvägsbesvär och njurstenssjukdomar. En biträdande överläkartjänst inom urologi har funnits i Örebro sedan 1962, och 1966 tillkom urologkliniken. Docent Åke Fritjofsson blev dess förste klinikchef. Urologiska kliniken består idag av vårdavdelning 38 och mottagning, båda i B-huset, samt urologoperation i O-huset.

### Ögonkliniken
Ögonkliniken ansvarar för utredning och behandling av ögonsjukdomar, bland annat grå starr, glaukom, hornhinnesjukdomar, och sjukdomar i glaskropp och näthinna. En lasarettsläkartjänst med inriktning på ögonsjukdomar har funnits i Örebro sedan 1931. Den förste innehavaren av tjänsten var Fritz Geffcken. På 1960-talet blev kliniken ett centrum för näthinnekirurgi under klinikchefen professor Ragnar Törnquist. Kliniken besår idag av två enheter. I den medicinska enheten ingår allmän mottagning, medicinsk retinamottagning, samt barn- och skelningsmottagning. I den kirurgiska enheten ingår vårdavdelning 49, operationsavdelning och hornhinnebank. Kliniken ligger i H-huset.

### Öron-, näs- och halskliniken
Öron-, näs- och halskliniken utreder och behandlar sjukdomar i öron, näsa och hals liksom matstrupe och den övre luftvägen. Man bedriver vaccinationsbehandling för allergiska åkommor. Kliniken omfattar även Avdelningen för logopedi och foniatri. Där utreds och behandlas röst- och sväljningsbesvär. Verksamheten startade 1931 med att en lasarettsläkartjänst inom området utlystes. Dess förste innehavare var Ragnar Selldén. Kliniken består idag av mottagning, operationsavdelning, allergilaboratorium, balanslaboratorium, laserlaboratorium och oesophaguslaboratorium. Vårdplatser finns på Vårdenhet hud, plastik och öron. Kliniken är belägen i H-huset.

## Övriga enheter

### Fysioterapiavdelningen
Fysioterapiavdelningen ansvarar för den sjukgymnastiska verksamheten vid 18 av sjukhusets kliniker. Man bedriver även viss öppenvård av specialistnatur.

### Avdelningen för sjukhusfysik
Avdelningen arbetar med strålbehandling, diagnostik och nuklearmedicin. Man arbetar också med strålskydd. År 1960 inrättades dåvarande Radiofysikavdelningen med Karl-Johan Vikterlöf som förste sjukhusfysiker. Avdelningen är belägen i M-huset.
Deltagande sker också i den forskning som bedrivs vid Universitetssjukhuset inom strålningsområdet.

### Vårdenhet hud, plastik och öron
Vårdenheten betjänar Hudkliniken, Plastikkirurgiska kliniken och Öron,- näs- och halskliniken med slutenvårdsplatser. Den tillkom 2004 och ligger i A-huset. Enheten har 30 vårdplatser.

## Forskning och utbildning
Klinisk forskning är en integrerad del av verksamheten. Vid sjukhuset finns 20 professorer, 50 docenter och 100 disputerade verksamma. I samarbete med Örebro universitet finns utbildning för sjuksköterskor, arbetsterapeuter och biomedicinska analytiker. Sedan vårterminen 2011 finns även läkarutbildning vid Örebro universitet, och studenterna på läkarlinjen får en stor del av sin kliniska utbildning vid sjukhuset. Sjukhuset tog innan dess emot läkarstudenter från Linköpings universitet.
Vid sjukhuset finns sedan 1979 en egen FoU-organisation som samordnar och stöttar forskningen.

## Psykiatri och habilitering

### Psykiatri
Vid sjukhuset finns även två psykiatriska vårdavdelningar med tillhörande jourmottagning och annan öppenvård. Denna verksamhet tillhör Förvaltningen för primärvård, psykiatri och habilitering, och står alltså utanför den egentliga sjukhusorganisationen. Den lasarettspsykiatriska verksamheten fick fasta former efter 1968, när dåvarande NP-blocket (nuvarande B-huset) stod klart. Två psykiatriska kliniker startade då under ledning av docent Lars Bagge och docent Mats Gruvstad. Idag finns i L-huset vårdavdelning 2 (allmänpsykiatri), psykiatrisk observationsavdelning, beroendecentrums vårdavdelning, psykiatrisk akutmottagning, öppenvårdsmottagning, affektivmottagning och Rehabgruppen.

### Barn- och ungdomspsykiatri
I en särskild byggnad (E-huset) ligger barn- och ungdomspsykiatrin som tillhör Förvaltningen för primärvård, psykiatri och habilitering. Där finns öppenvårdsmottagning, dygnsvård (avdelning 5) och Klinikskolan. Barn- och ungdomspsykiatrin startade som reguljär verksamhet vid sjukhuset i mitten av 1960-talet under ledning av överläkare Bengt Rundberg, även biträdande styresman för sjukhuset.
Det finns även en mottagning mitt i Örebro på Änggatan. 

### Audiologiska kliniken
I A-huset ligger Audiologiska mottagningen Örebro, som är en del av Audiologiska kliniken, som i sin tur tillhör Förvaltningen för primärvård, psykiatri och habilitering. Audiologin tillhörde länge sjukhusets organisation, och har sitt ursprung i den Hörcentral som bildades i Örebro 1950. År 1964 ombildades hörcentralen till en audiologisk klinik. Klinikens förste chef var Bo Ingberg. Klinikens uppdrag är att bistå människor med hörselnedsättning eller hörselrelaterade problem med rådgivning och hjälpmedel samt andra behandlingsalternativ. Mottagningen finns i A-huset.

### Ortopedteknik
Ortpedteknik ligger i V-huset och tillhör Habiliteringen. Avdelningen består av ortopedteknisk verkstad och mottagning. Man tillverkar och individanpassar ortopedtekniska hjälpmedel såsom proteser, ortoser, specialskor och behandlingsskor. Hette från början Bandageverkstad.

### Förhistoria och tidigare annex
- Örebro hospital
- Mellringe sjukhus
- Epidemisjukhuset, Örebro
- Norra sjukhemmet
- Västra sjukhemmet
- Lungkliniken i Adolfsberg